# Хола (приток Ингура)
Хола — река в Советском районе Ханты-Мансийского автономного округа и Ивдельском городском округе Свердловской области. Устье реки находится в 1 км от устья реки Ингур по левому берегу. Длина реки составляет 31 км. В 8 км от устья, по правому берегу реки впадает река Келыхсос.

## Данные водного реестра
По данным государственного водного реестра России относится к Нижнеобскому бассейновому округу, водохозяйственный участок реки — Северная Сосьва, речной подбассейн реки — Северная Сосьва. Речной бассейн реки — (Нижняя) Обь от впадения Иртыша.
Код объекта в государственном водном реестре — 15020200112115300024246.